# Caras & Bocas (álbum de Gal Costa)
Caras & Bocas é o sexto álbum de estúdio da cantora brasileira Gal Costa, lançado em 1977. "Caras & Bocas" foi o resultado em disco da turnê "Com a Boca no Mundo", um espetáculo dançante e que era uma espécie de revival da Gal Costa do início da década de 70, da época do "Legal" e "Fatal", que tinha se tornado mais suave com os trabalhos anteriores, principalmente "Cantar", de 1974. O disco contém o lançamento de uma nova compositora, que em seguida se tornaria uma das estrelas pop nacionais, Marina Lima, com "Meu doce amor".

## Recepção
| Críticas profissionais | Críticas profissionais |
| Avaliações da crítica  | Avaliações da crítica  |
| Fonte                  | Avaliação              |
| ---------------------- | ---------------------- |
| Allmusic               | 3 de 5 estrelas.       |

O disco tem o estilo alternativo dessa época, e foi a forma encontrada por Gal de resgatar seu velho público. Porém, após 5 anos de trabalhos mais "emepebistas" que roqueiros, e do amadurecimento do perfil do público, tanto o show quanto o disco não fizeram sucesso, apesar da boa execução radiofônica da música "Tigresa". O empresário Guilherme Araújo era contra a ideia da gravação desse disco, e alegava que mesmo os hippies mais radicais já tinham abandonado a velha forma, mas Gal insistiu e realizou o trabalho. Com ótimas de Gal, e com versões de clássicos de Billie Holiday escritas pelo poeta concretista Augusto de Campos, canções inéditas de Rita Lee, Jorge Ben, Péricles Cavalcanti, Caetano Veloso.

## Faixas
| Lado A |                              |                                             |                     |         |  |
| N.º    | Título                       | Compositor(es)                              | Arranjador          | Duração |  |
| 1.     | "Caras E Bocas"              | Caetano Veloso, Maria Bethânia              | Perinho Albuquerque | 4:04    |  |
| 2.     | "Me Recuso"                  | Rita Lee, Luis Sérgio Carlini, Lee Marcucci | Perinho Albuquerque | 4:09    |  |
| 3.     | "Louca Me Chamam"            | Augusto de Campos (versão)                  |                     | 3:26    |  |
| 4.     | "Clariô"                     | Péricles Cavalcanti                         | Tomás Improta       | 4:57    |  |
| 5.     | "Minha Estrela É Do Oriente" | Jorge Ben                                   | Perinho Albuquerque | 2:55    |  |

| Lado B         |                 |                                     |                     |         |  |
| N.º            | Título          | Compositor(es)                      | Arranjador          | Duração |  |
| 1.             | "Tigresa"       | Caetano Veloso                      | Tomás Improta       | 4:12    |  |
| 2.             | "Negro Amor"    | Péricles Cavalcanti, Caetano Veloso | Perinho Albuquerque | 6:16    |  |
| 3.             | "Meu Doce Amor" | Duda Machado, Marina Lima           | Perinho Albuquerque | 2:36    |  |
| 4.             | "Solitude"      | Augusto de Campos                   | Perinho Albuquerque | 3:12    |  |
| 5.             | "Um favor"      | Lupicínio Rodrigues                 | Perinho Albuquerque | 5:58    |  |
| Duração total: | Duração total:  | Duração total:                      | Duração total:      | 32:55   |  |